# Велика хумка у Батајници
Велика хумка у Батајници је курган у ораницама између Батајнице и Бусије, значајно, евидентирано, али данас запостављено археолошко налазиште, које је у физички нарушеном стању.

## Опис
Упркос традиционалном имену хумка није била нарочито великих димензија. Основа је износила отприлике 32 до максималних 40 m у промеру. Била је савршеног кружног облика, у самом центру са постављеном котом која је означавала висинску тачку од 77,6 m.
Откривена је 50-их година и археолошки ископавана 1958-59. године.
Велика хумка у Батајници је специфична пре свега по томе, да је она једини курган у непосредној близини савременог Београда. Међутим, данас од ње се више ништа не може видети на лицу места. Налази се на интензивно обрађиваном подручју, у непосредној близини све више ширеће Батајнице. Простор који су археолози 50-их година описали као "пун хумки" збрисан је ораницама и ажурним ширењем уређених Београдских насеља која су у међувремену захватила скоро половину поменутог простора. Ширење урбанума у ближој и даљој околини Београда нарочито је интензивирано у задње две деценије, када је бивши простор под њивама, барама и ритовима прешао у простор под привредним и продајним објектима, са бетонским плочницима и асфалтираним улицама. Док се у друштву много говори о спречавању дивље градње и легализацији приватних објеката, изгледа као да држава гради без смисаоног урбанистичког плана или је све измаколо контроли.

## Стање
На основу ортофото и сателитских снимака Велика хумка у Батајници је физички постојала до 2002. године, када је на њој још била видљива топографска кота а на њеном месту назирала се обрубљена коцка величине око 439 m2. Међутим, у савремено време од ње је био нетакнут само западни њен део, који се наслањао на мелиорациони канал. Наредних година постепено се умањивала и нестајала, али је на њој још расло нешто дивље, коровске вегетације. Све до 2011. нешто се од тумула још видело, и није била цела површина преоравана. Међутим, септембра 2012. на површини хумке је већ било посејано жито, а марта 2014. хумке више нема. Септембра 2015. усев је скинута, и од хумке се зелени мање од 1/4 или око 260 m2 за разлику од њене површине 2260 m2 десетак година раније.
|  |  |

Задњи пут се на снимцима види нешто значајно у величини од 500 m2 децембра 2013. Но није искључено да је хумка уништена још знатно раније, такође орањем, и да се у сваком случају данас налази негде испод насеља Бусијa. Скоро је невероватно да је хумку, која је уз то проследила важне археолошке налазе, држава дала уништити. Крајишницима досељеним у Бисије вероватно нико није скренуо пашњу на то, кренуло се са интензивном обрадом до тада необрађеног делића земље, па су тако ратови на Балкану однели са собом још једну жртву, више хиљада година стари незнани споменик историје. Рекли би, мала цена да се плати, пошто се ипак ради само о старој гробници, а животи данашњих људи су ипак важнији.
Иста судбина задесила је и хумку у близини, изнад Угриноваца, којој се 2002. само назирао траг у ораницама. Насеље Бусије јој је пришло на 400 метара, да би данас на њеном месту било само благо узвишење. Материјал ове хумке данас је распршен на 2764 квадрата, док је права димезија могла да буде око 40 са 38 m.

## Археолошки значај
Велика хумка у Батајници има своју археолошку историју. Приликом рекогносцирања терена археолози су приметили да се на потезу Батајница–Војка ниже већи број старих тумула (кургана).
Хумка је вишеслојни локалитет, у њој и око ње су археолози пронашли материјане остатке из епоха позног енеолита до раног средњег века. У средини хумке била је пепеона урна вучедолског типа, што је чини нарочито значајном, јер у Европи није познато много гробница под тумулима где је изведен сакрални ритуал спаљивања покојника. Уопште на нашим просторима ово је један од најстаријих примера спаљивања на месту сахране, где је поврх спалишта са урном и нагорелим костима покојника још један слој са животињским костима и керамичким фрагментима преосталим од жртвеног обреда. У слоју земље изнад нађени су трагови касније обновљеног обреда од кога су остали керамички фрагменти да би тек онда тумул наношењем земље дефинитивно био формиран. Наравно, права смисао ових накнадних обредних ритуала над гробовима покојника није позната, али се сматра да се овим желело допринети бољем бивствовању покојника на другом свету (култ мртвих сличан оном који познајемо код старих Египћана).
Ископавања је вршио Археолошки институт Српске Академије Наука и Народни музеј у Земуну, а радовима су руководили др Јован Ковачевић и Даница Димитријевић.
Археолози су већ раније били констатовали, да на линији Земун-Војка-Бановци постоји низ тумула. На једном од њих, већ раније нађен је коњички гроб са шлемом типа Балдхеим, неколико германских гробова, а сонде које су поставили археолози дале су још налаза. Систематичном ископавању Велике хумке пришло се из претпоставке да је већа и очуванија хумка могла имати важнију гробницу од оних у мањим тумулима. Гробови су откривани веома плитко, што је навело на претпоставку да је хумка првобитно била виша (до око 3 m) од затеченоиг стања (1,5 m). Земља за насипање тумула узимана је из непосредне близине, где се и у време ископавања могло видети велико улегнуће. Овај централни гроб из раног бронзаног доба налазио се у здравој црници, док је секундарно на овој хумки било сахрањено 102 костура из 11. века. Углавном су то били гробови ратника, коњички гробови са комплетном коњском опремом и оружљем (узенгије, жвале, лук, стрела итд.) типично за још нехришћанизоване Мађаре од пре владавине краља Беле. Друге констатације нису сведене од тога да се радило о мешаној мађарско-словенској некрополи, са насељем које је указивало на делимичну инфилтрацију номадских мађара у словенска подручја, која су гравитирала ка Таурунуму.

## Судбина
Велика хумка у Батајници је под истим именом евидентирана као непокретно културно добро, у категорији археолошко налазиште, период: средњи век. Упркос томе она се илегално (државна земља) или легално (нерешен статус) преорава што је довело до тога да "Велика хумка" у Батајници више није "велика". У равници се нешто такво брзо и лако да уништити. Довољно је да у близини прође аутопут и крену радови или да хумку захвати проширење насеља. Без конкретне заштите локалитета, обележавањем таблама, по потреби оградњом, судбина хумки је запечаћена.
Данас је на месту тумула само спљоштено узвишење. Метеријал је распршен на простору од 95×51 m унутар ораница.